# Cremosperma micropecten
Cremosperma micropecten är en tvåhjärtbladig växtart som beskrevs av Fern. Alonso. Cremosperma micropecten ingår i släktet Cremosperma och familjen Gesneriaceae. Inga underarter finns listade i Catalogue of Life.